# Ốc mượn hồn và hoa hồng
Ốc mượn hồn và hoa hồng (tiếng Nga: Отшельник и роза) là một phim hoạt hình ngắn của đao diễn Kuzma Kresnitsky, ra mắt lần đầu năm 1980.

## Ê-kíp
- Thiết kế mĩ thuật: A.Bulay
- Họa sĩ: Viktor Dovnar, V.Bakunovich, A.Lysyatova